# Hein van Beem
Hendrik Willem Thomas (Hein) van Beem (Zutphen, 12 september 1955) is een Nederlands (stem)acteur en (stem)regisseur.
Van Beem studeerde af aan de acteursopleiding van de Maastrichtse Toneelacademie in Maastricht. Hij speelde in het seizoen 1990-1991 de rol van Nico Stenders in de soap serie Goede tijden, slechte tijden. Hij speelde daarna gastrollen in onder andere Toen was geluk heel gewoon, Kees & Co en Flodder. Vanaf 2001 werkt Van Beem als stemacteur en -regisseur.

## Televisieseries
- Goede tijden, slechte tijden (1990-1991) - als Nico Stenders
- Vreemde praktijken (1992) - als Karel - (afl. 'Geld als Water')
- Oppassen!!! (1993) - als Gerard van Kempen (afl. 'Auditie')
- Niemand de deur uit! (1993) - als Henri van Dam (afl. Luilekkerland)
- SamSam (1994) - als Richard (afl. 'Als de baas van huis is')
- Toen was geluk heel gewoon (1995) - als Jean-Pierre de Rooij (afl. 'Wie de handschoen past')
- M'n dochter en ik (1995) - als Marco Mastenbroek (seizoen 1)
- Kees & Co (1997) - als Yup (afl. 'Kees')
- Onderweg naar Morgen (1997) - als Arno Zeeveld (seizoen 5)
- Oppassen!!! (1997) - als Daniel (afl. 'Woelinge wateren')
- Unit 13 (1998) - als Leenmans (afl. 'Doorstart' en 'Tot de dood ons scheidt')
- Flodder (1998) - als videotheekeigenaar (afl. 'Videogeweld')
- Westenwind (2000) - als advocaat Van Loon (afl. 'De woordbreuk')
- Schiet mij maar lek (2001) - als detective (afl. 'Bloemschikken')
- Toen was geluk heel gewoon (2002) - als Mario de thuiskapper (afl. 'Pruikentijd')
- Marathon Girl (2008) - als Man met honden (Televisiefilm)

## Stemwerk
- Wonka (2023) - pater Julius
- Klimaat redden voor beginners (2022) - Kern
- Pinocchio (2022) - Signore Rizzi
- Monsters at Work (2021-2024) - George Sanderson
- The Queen's Corgi (2019) - Butler
- Spokenjagers (2017/2018) - Een spook
- Het Ongelooflijke Verhaal van de Mega Grote Peer (2018)
- Incredibles 2 (2018)
- Hotel 13 (serie, 2012) - als Richard Leopold, de heer Christo en meneer Lepton
- Kerity, het geheim van Eléonore (animatiefilm, 2010) - rol onbekend
- The League of Super Evil (serie, 2009) - als Voltar
- De pinguïns van Madagascar (serie, 2009) - als Mason
- Galactik Football (serie, 2006) - als Bleylock
- Gawayn (animatieserie, 2008) - als De Hertog
- Garfield Gets Real (animatiefilm, 2007) - als Wally
- Nieuwsgierig aapje (animatiefilm, 2006) - als Junior
- Battle B-Daman (animatieserie, 2005) - als Cain Mcdonnell
- Johnny Test (serie, 2005) - als Mr Mitens en diverse personages
- W.I.T.C.H. (animatieserie, 2004) - als prins Phobos
- De Avonturen van Jimmy Neutron: Wonderkind (serie, 2004) - als diverse personages
- Tutenstein (serie, 2003) - als Luxor de kat
- The Fairly OddParents (serie, 2003) - als meneer Bickels
- SpongeBob SquarePants (serie, 2003) - als diverse personages
- Sailor Moon (animeserie, 2002) - als Kunzite (overgenomen van Jan Nonhof)
- Beugelbekkie (serie, 2001) - als Dion Drost
- De neger van de Narcissus (hoorspel) - als Stuurman Baker
- Wonka (film, 2023) - als vader van Julius